# Erzbistum Toulouse
Das Erzbistum Toulouse, auch Erzbistum Toulouse (-Saint Bertrand de Comminges-Rieux), (lateinisch Archidioecesis Tolosana (-Convenarum-Rivensis)) ist ein in Südfrankreich gelegenes Erzbistum der römisch-katholischen Kirche in Frankreich. Sitz ist Toulouse.
Der Erzbischof von Toulouse darf sich seit 1822 auch Primas von Gallia Narbonensis nennen.

## Geschichte
Seit dem 3. Jahrhundert ist Toulouse Bischofssitz. Erster Bischof war der heilige Saturninus von Toulouse (250), der in der ihm geweihten Basilika St. Sernin in seiner Bischofsstadt begraben liegt.
Bekannte Bischöfe waren der Trobador Folquet de Marselha († 1231) und der Heilige Ludwig von Toulouse (1296–1297) aus dem Haus Anjou. 1317 wurde Toulouse zum Erzbistum erhoben. Erster Erzbischof war Jean Raymond Kardinal de Comminges (1318–1327, vorher Bischof von Maguelonne). Erzbischof Odet de Coligny konvertierte 1562/63 und war danach ein Führer der Hugenotten. Nach der Französischen Revolution wurden 1801 verschiedene Diözesen (Teile von Saint-Bernard de Comminges, Lectoure, Lombez und Mirepoix sowie Couserans, Montauban, Pamiers, Rieux und Saint-Papoul) dem Erzbistum zugeordnet. Am 6. Oktober 1822 wurde das Erzbistum in Erzbistum Toulouse (-Narbonne), am 19. Januar 1935 in Erzbistum Toulouse (-Narbonne-Saint Bertrand de Comminges-Rieux) umbenannt. Seit 14. Juni 2006 lautet der Name Erzbistum Toulouse (-Saint Bertrand de Comminges-Rieux).
Gliederung der Kirchenprovinz Toulouse am Vorabend des Konkordats von 1801:
- Erzbistum Toulouse

1. Bistum Lavaur
2. Bistum Lombez
3. Bistum Mirepoix
4. Bistum Pamiers
5. Bistum Rieux
6. Bistum Saint Papoul

Gliederung der Kirchenprovinz Toulouse zwischen bourbonischer Restauration und 2002:
- Erzbistum Toulouse

1. Bistum Carcassonne
2. Bistum Montauban
3. Bistum Pamiers

Gliederung der Kirchenprovinz Toulouse seit 2002:
- Erzbistum Toulouse

1. Erzbistum Albi
2. Erzbistum Auch
3. Bistum Cahors
4. Bistum Montauban
5. Bistum Pamiers
6. Bistum Rodez
7. Bistum Tarbes und Lourdes

Jules-Géraud Kardinal Saliège, welcher von 1925 bis 1956 der Diözese vorstand, verfasste einen vielbeachteten Hirtenbrief gegen die Judenverfolgung während des Zweiten Weltkrieges. Aktueller Erzbischof ist seit 2021 Guy de Kerimel.

## Einrichtungen
Das Institut Catholique de Toulouse befindet sich in Trägerschaft des Erzbistums. Dort studieren auch die Seminaristen des Priesterseminars St. Cyprien, welches für die Ausbildung der Priesteramtskandidaten aus den 16 Diözesen der Region zuständig ist.
Das Bildungshaus der Diözese Christ-Roi („Christkönig“), mit ca. 70 Betten und Tagungsräume für 250 Personen, wurde 1964 am Rande der Stadt Toulouse errichtet.
Ferner unterhält das Erzbistum ein Seniorenheim, das Maison St. Augustin, für emeritierte Priester.